# 백령전
휴릭배 백령전(ヒューリック杯白玲戦)은 휴릭 및 일본쇼기연맹 주최의 쇼기 기전이다. 도전기 형식의 여류 타이틀전(백령전, 청려전, 마이나비 여자오픈, 여류왕좌전, 여류명인전, 여류왕위전, 여류왕장전, 쿠라시키토우카전) 중 하나로, 타이틀 칭호는 백령(白玲)이다. 우승상금은 1500만엔으로 여류기전 중 가장 상금이 높은 기전이다.

## 개요
휴릭의 회장 니시우라 사부로(西浦三郎)는 일본쇼기연맹 회장 사토 야스미츠와의 친분이 있어, 2018년부터 남성 기전인 기성전을 특별협찬, 2019년부터 여류 최고 규모 기전인 청려전을 주최하고 있었는데, 2020년 10월 6일 기자회견을 통해 청려전의 주최사를 타이세이 건설로 이전하고 새로운 여류 기전인 백령전·여류순위전을 창설함을 발표하였다. 이로써 쇼기의 타이틀전은 남성 기전에 이어 여류 기전도 8대 타이틀전 체제가 되었다. 우승상금 1500만엔은 기존의 여류 타이틀전 최대인 청려전의 700만엔의 두 배가 넘는 액수이고, 여류기전 최초로 7번기를 채용하였다. 타이틀명인 백령(白玲)의 유래는 "레이와(令和)의 제왕(王者)이 새하얀(真っ白) 페이지에 시대를 아로새긴다"이며, "어떤 색깔도 거부하지 않는 투명한 아름다움"이라는 바람이 담겼다. 대회 방식으로는 남성 기전의 명인전·순위전의 방식을 그대로 가져와, 예선을 "여류순위전"이라고 별도로 명명하고 A, B, C, D의 네 계급으로 나누어 리그전을 실시, 매년 성적에 의해 일정수의 승강급자를 정하고 A급의 우승자가 백령전의 도전자가 된다. 또한 백령 획득으로 여류3단, A급 승급으로 여류2단, B급 승급으로 여류초단, C급 승급으로 여류1급이 되는 승단/급 규정도 신설되었다. 니시우라 회장은 기자회견에서 "진정한 의미의 실력이 나오게 되지 않을까 하는 생각에 순위전이라는 형식을 취하였다. 여류기사가 더욱 강해졌으면 한다"고 밝혔다.

## 대회 방식
현역 여류기사 전원 및 여류기전 타이틀 보유자가 A~D의 네 계급으로 나뉘어 리그전을 실시, A급의 우승자가 도전자가 된다. 백령과 도전자의 7번기의 승자가 차기 백령이 된다. 단 제1기 대회는 아직 계급이 정해져 있지 않기 때문에 순위결정리그 및 순위결정토너먼트를 통해 순위를 결정한다.

### 순위결정리그·순위결정토너먼트(제1기)
참가자 64명이 8명씩 A~H의 8개 조로 나뉘어 풀리그를 실시한다. 각 조의 동순위자끼리 순위결정토너먼트를 실시해 각 조 1위가 1~8위, 각 조 2위가 9~16위...가 되는 방식으로 순위를 결정한다. 순위 순으로 10명이 A급, 그 다음 10명이 B급, 그 다음 20명이 C급, 나머지가 D급에 배정된다. 제한시간은 각 2시간에 1분 초읽기이다.

### 여류순위전(제2기 이후)
전기 대회에 의해 결정된 계급에 따라 A급 및 B급은 풀리그, C급 및 D급은 사전 대진 추첨을 통해 각 기사가 8회전씩의 대국을 소화하고 성적 순(동률시 전기 순위 순)으로 차기 순위를 결정한다. 각 조의 성적 상위자는 상위조로 승급, 하위자는 하위조로 강급되며 A급의 우승자는 백령전 7번기의 도전권을 획득한다. 제한시간은 각 2시간에 1분 초읽기이다.

### 백령전 7번기
제1기는 순위결정토너먼트 결승진출자가 7번기를 실시하며, 제2기 이후는 백령과 도전자가 9~11월에 7번기를 두어 승자가 차기 백령이 된다. 제한시간은 각 4시간에 1분 초읽기이다.

## 역대 결과
※ 전적은 우승자 기준으로 O = 승, X = 패, 千 = 천일수, 持 = 지쇼기를 나타낸다.
| 기 | 연도 | 우승자          | 전적 | 준우승자      | 비고                                          |
| -- | ---- | --------------- | ---- | ------------- | --------------------------------------------- |
| 1  | 2021 | 니시야마 토모카 | OOOO | 와타나베 마나 | 1~8위결정토너먼트 결승진출자끼리 7번기를 진행 |

### 내용주
1. ↑  일본의 부동산 회사
2. ↑  일본어 발음은 はくれい(하쿠레이)
3. ↑  일본의 대규모 건설회사로 휴릭의 대주주[1]이기도 하다.
4. ↑  단 제1기 대회는 첫 해인 관계로 여류기사들의 계급을 결정하기 위해 별도의 방식으로 진행된다
5. ↑  제1기 대회의 경우 대회 개막 시점에서 여류기사가 아닌 장려회원 신분이던 니시야마 토모카가 해당

### 참조주
1. ↑  毎日新聞・将棋 [mainichi_shogi] (2020년 10월 6일). “白玲戦はヒューリックが主催し、今までヒューリックが主催していた清麗戦は大成建設主催に変わります。ヒューリックの西浦三郎会長によると「大株主で、多くの物件を建設して頂いている大成建設さんに気持ちよく引き継いで頂いた」とのことでした。” [백령전은 휴릭이 주최하고, 지금까지 휴릭이 주최하고 있던 청려전은 타이세이건설 주최로 바뀝니다. 휴릭의 니시우라 사부로 회장에 의하면 "대주주로서 많은 건물을 건설해 주시고 있던 타이세이 건설에서 기분좋게 이어받아 주셨다"라고 합니다.] (트윗) (일본어). 2020년 11월 1일에 확인함.
2. ↑  “ヒューリック杯白玲戦・女流順位戦｜棋戦｜日本将棋連盟” [휴릭배 백령전·여류순위전｜기전｜일본쇼기연맹] (일본어). 일본쇼기연맹. 2020년 11월 1일에 확인함.
3. ↑  “八つ目の新女流棋戦「白玲戦」　11月に開幕、優勝賞金は過去最高1500万円” [8개째의 신 여류기전 "백령전" 11월에 개막, 우승상금은 과거최고 1500만엔]. 《마이니치 신문》 (일본어). 2020년 10월 6일. 2020년 10월 16일에 원본 문서에서 보존된 문서. 2020년 11월 1일에 확인함.
4. ↑  “将棋界に新しい女流タイトル戦「白玲戦・女流順位戦」誕生、８大タイトルに　優勝賞金１５００万円” [쇼기계에 새로운 여류 타이틀전 "백령전·여류순위전" 탄생, 8대 타이틀로. 우승상금 1500만엔]. 《스포츠호치》 (일본어). 2020년 10월 6일. 2020년 10월 31일에 원본 문서에서 보존된 문서. 2020년 11월 1일에 확인함.
5. ↑  “将棋で８つ目の女流タイトル戦創設　ヒューリック杯白玲戦女流順位戦” [쇼기에 8개째의 여류타이틀전 창설. 휴릭배 백령전 여류순위전]. 《산케이 신문》 (일본어). 2020년 10월 6일. 2020년 10월 11일에 원본 문서에서 보존된 문서. 2020년 11월 1일에 확인함.